# Saint-Sauveur (Finistère)
Saint-Sauveur (bretonisch An Dre-Nevez) ist eine französische Gemeinde mit 827 Einwohnern (Stand 1. Januar 2022) in der Region Bretagne im Département Finistère. Sie gehört zum Gemeindeverband Communauté de communes du Pays de Landivisiau.

## Geografie
Morlaix liegt 19 Kilometer nordöstlich, Brest 36 Kilometer westlich und Paris etwa 460 Kilometer östlich.
Bei Landivisiau und Guimiliau befinden sich die nächsten Abfahrten an der Schnellstraße E 50 (Rennes-Brest), und u. a. in Landivisiau, Landerneau und Morlaix gibt es Regionalbahnhöfe.
Bei Brest befindet sich ein Regionalflughafen.

## Weblinks

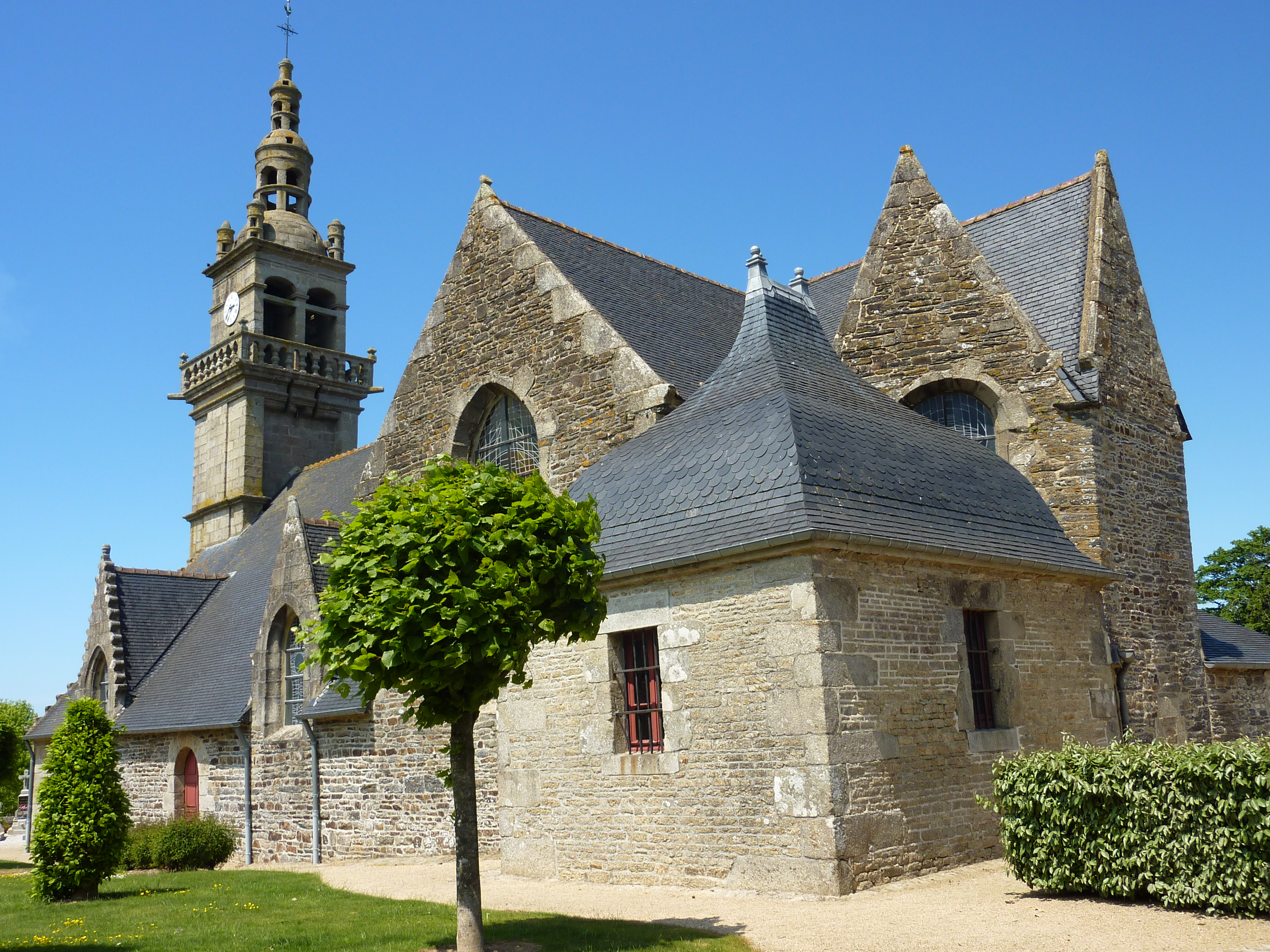
Kirche Saint-Sauveur

## Bevölkerungsentwicklung
| Jahr                       | 1962 | 1968 | 1975 | 1982 | 1990 | 1999 | 2007 | 2017 |
| Einwohner                  | 806  | 734  | 646  | 635  | 654  | 636  | 735  | 790  |
| Quellen: Cassini und INSEE |      |      |      |      |      |      |      |      |